# Kopaciv, Obuhiv
Kopaciv (în ucraineană Копачів) este localitatea de reședință a comunei Kopaciv din raionul Obuhiv, regiunea Kiev, Ucraina.

## Demografie
Componența lingvistică a localității Kopaciv
     Ucraineană (96,44%)
     Rusă (3,56%)
Conform recensământului din 2001, majoritatea populației localității Kopaciv era vorbitoare de ucraineană (96,44%), existând în minoritate și vorbitori de rusă (3,56%).